# Bunder
Der (das) Bunder oder Bonnier war ein Flächen- und Feldmaß. Das Maß unterschied sich, obwohl beide Namen als gleichwertig angesehen wurden. Bunder, auch als Are bezeichnet, war ein niederländisches Feld- und Flächenmaß und entsprach in der Größe dem belgischen Bonnier oder in dem französischen System dem Hectare. Das Maß war ab 1821 verbindlich.

## Bunder

### Niederlande
Als niederländisches Maß Bunder war es das „Hektarmaß“ und es galt
- 1 Bunder/Bonnier = 10 Quadratruten = 100 Quadratellen = 947 17/25 Pariser Quadratfuß = 1 Are
- 1 Bunder = 1 Hektar = 100 Quadratruten = 10000 Quadratellen
- 1 Bunder = 1,230215 Amsterdamer Morgen[1]
- 1 Bunder = 1 Hectare, 1 Quadrat-Roeden (Quadratrute) = 1 Are

Im Sprachgebrauch entsprachen:
- 1 Quadrat-Elle = 1 Centiare
- 1 Quadrat-Palm = 1 Quadrat-Dezimeter
- 1 Quadrat-Duim = 1 Quadrat-Zentimeter
- 1 Quadrat-Streep = 1 Quadrat-Millimeter

Somit war
- 1 Bunder = 100 Quadrat-Roeden zu 100 Quadrat-Ellen zu 100 Quadrat-Palm zu 100 Quadrat-Duim zu 100 Quadrat-Streep.

### Belgien
- 1 Bonnier/Bunder = 460 Quadratruten[3]

In Antwerpen war der Bunder anders geteilt.

## Bonnier in Frankreich
Der Bonnier war ein belgisches Flächen- und Feldmaß in Frankreich. Das Maß war sehr unterschiedlich groß und reichte von 81 bis 131 Aren. Ursache war der geltende Fuß in den Regionen, der sich auf die Quadratrute auswirkte. Zur Rute wurde immer ⅓ Fuß beim Flächenmaß hinzugerechnet. Dieser Zuschlag wurde Drittel-Fuß, Sole oder Talon genannt.
- 1 Bonnier/Bunder = 4 Journaux = 400 Quadratruten

Aren und Fuß:
- 131,6068 Aren errechnet aus 21 ½ Fuß für die Rute
- 130,041 Aren[6]
- 125,780 Aren errechnet aus 20 ⅓ Fuß für die Rute = 413,5 Quadrat-Fuß
- 121,661 Aren errechnet aus 20 Fuß für die Rute = 400,0 Quadrat-Fuß
- 113,685 Aren errechnet aus 19 ½ Fuß für die Rute = 373 7/9 Quadrat-Fuß
- 102,229 Aren errechnet aus 18 ⅓ Fuß für die Rute = 336 1/9 Quadrat-Fuß
- 91,351 Aren errechnet aus 17 ⅓ Fuß für die Rute = 300 4/9 Quadrat-Fuß
- 81,141 Aren errechnet aus 16 ½ Fuß für die Rute = 266 7/9 Quadrat-Fuß[7]